# Hrvati u Švedskoj
Hrvati u Švedskoj su osobe u Švedskoj s punim, djelomičnim, ili većinskim hrvatskim podrijetlom, ili osobe podrijetlom Hrvati rođene u drugim državama a s prebivalištem u Švedskoj.

## Povijest
Prvo značajnije iseljavanje Hrvata u Švedsku dogodilo se pedesetih godina XX. st., kada velikim dijelom u Švedsku iseljavaju političke izbjeglice iz talijanskih i austrijskih sabirnih logora, ali i ekonomske izbjeglice. Točan broj iseljenika se ne zna jer su neki bili udruženi u jugoslavenske klubove, a neki pak u hrvatske klubove koji nisu bili pod nadzorom jugoslavenskih vlasti. Kasnije, šezdesetih, kada je Švedska oskudijevala radnom snagom, Hrvati su bili dobro došli kao radna snaga. Zapošljavali su se po velikim industrijskim poduzećima poput Saaba, Volva, Scanie, SKF-a, ali i manjim industrijskim poduzećima, uglavnom na zapadu i jugu Švedske gdje je većina Hrvata nastanjena. 

## Brojnost
Točan broj Hrvata u Švedskoj teško je procijeniti jer su švedske vlasti u svojoj statistici do raspada Jugoslavije sve vodili kao Jugoslavene, no procjenjuje se da ta brojka iznosi oko 26 000. Samo u Malmöu živi oko 5000 Hrvata a velika kolonija Hrvata živi u Göteborgu i manjim mjestima oko njega. Većina hrvatskih iseljenika potjecala je iz ruralnih krajeva, pretežno osnovnog obrazovanja, tako da su poslovi koje su obavljali uglavnom bili nisko kvalificirani. Hrvatima rođenima u Švedskoj omogućeno je obrazovanje prema švedskom modelu.

## Društva
Hrvati u Švedskoj tradicijski organizirani su u preko trideset društava koja su učlanjena u Hrvatski savez, a bogata je i suradnja s drugim hrvatskim klubovima u Skandinaviji, ali i kroz rad hrvatske katoličke misije u Švedskoj.

## Poznate osobe
- Davor Zovko, državni herald Kraljevine Švedske